# Тартаул-де-Салчіє
Тартау́л-де-Салчі́є (рум. Tartaul de Salcie) — село в Кагульському районі Молдови, є центром комуни, до якої також відноситься село Тудорешти.
Село розташоване на річці Мала Салча. Вперше поселення згадується в документах 1794 року.
В селі є церква Святого Миколая, збудована в 1895 році.